# قوس بركاني

تشكيل القوس البركاني على طول صفيحة الانحدار

القوس البركاني (بالإنجليزية: Volcanic arc)، عبارة عن سلسلة من البراكين تتشكل فوق صفيحة فرعية، وضعها في شكل قوس كما يظهر من الأعلى. أما في حال البراكين البحرية فإنها تُشكل جزرًا، مما يؤدي إلى قوس جزيرة بركانية. بشكل عام، تنتج الأقواس البركانية من انغراق صفيحة تكتونية محيطية تحت صفيحة تكتونية أخرى، وغالبًا ما تكون موازية لخندق محيط. صفيحة المحيط مشبعة بالماء، كما أن المواد المتطايرة مثل الماء تقلل بشكل كبير من نقطة انصهار الوشاح. نظرًا لانحراف صفيحة المحيط، فإنها تتعرض لضغوط أكبر وأكبر مع زيادة العمق. هذا الضغط يضغط الماء من الطبق ويدخله إلى الوشاح. هنا يذوب الوشاح ويشكل الصهارة على عمق تحت الصفيحة المهيمنة. تصعد الصهارة لتشكل قوسًا من البراكين الموازية لمنطقة الاندساس.
لا يجب الخلط بينها وبين سلاسل البراكين الساخنة ، حيث تتشكل البراكين واحدة تلو الأخرى في منتصف الصفيحة التكتونية، حيث تتحرك الصفيحة فوق النقطة الساخنة، وبالتالي تتقدم البراكين في العمر من أحد طرفي السلسلة إلى الطرف الآخر. تشكل جزر هاواي سلسلة نقاط ساخنة نموذجية؛. تُعرف البراكين الساخنة أيضًا بالبراكين "الداخلية"، وتعرف الجزر التي تنشئها باسم جزر المحيط البركاني. لا تظهر الأقواس البركانية بشكل عام مثل هذا النمط العمري البسيط.
هناك نوعان من الأقواس البركانية:
- تتشكل الأقواس المحيطية عندما تنحسر القشرة المحيطية تحت القشرة المحيطية الأخرى على صفيحة مجاورة، مما يخلق قوس جزيرة بركانية. (ليست كل أقواس الجزر أقواس جزر بركانية. )
- تتشكل الأقواس القارية عندما تنحسر القشرة المحيطية تحت القشرة القارية على صفيحة مجاورة، مما يخلق سلسة جبلية على شكل قوس.

في بعض الحالات، قد تظهر منطقة الاندساس الواحدة كلا الجانبين على طولها، كجزء من قنوات فرعية تحت قارة وجزء تحت القشرة المحيطية المجاورة.
توجد البراكين في أي سلسلة جبلية تقريبًا، لكن هذا لا يجعله قوسًا بركانيًا. على سبيل المثال، يعتبر بركان فيزوف وبركان إتنا في إيطاليا جزءًا من أنواع منفصلة ولكن مختلفة من الفرق البركانية الجبلية.
الجزء الأمامي النشط من القوس البركاني هو الحزام حيث تتطور البراكين في وقت معين. قد تتحرك الجبهات النشطة بمرور الوقت (ملايين السنين)، وتغير بعدها عن خندق المحيط وكذلك عرضها.